# Campionati del mondo di atletica leggera 2013 - Marcia 20 km femminile
La gara della marcia 20 km femminile si è svolta martedì 13 agosto.

## Podio
| Posizione | Atleta        | Nazione |
| --------- | ------------- | ------- |
| Oro       | Liu Hong      | Cina    |
| Argento   | Sun Huanhuan  | Cina    |
| Bronzo    | Elisa Rigaudo | Italia  |

## Situazione pre-gara

### Record
Prima di questa competizione, il record del mondo (WR) e il record dei campionati (CR) erano i seguenti.
| Record                | Prestazione | Atleta                   | Data                               | Competizione               |
| --------------------- | ----------- | ------------------------ | ---------------------------------- | -------------------------- |
| Record mondiale       | 1h25'02"    | Elena Lašmanova Russia   | 11 agosto 2012 Londra, Regno Unito | Giochi della XXX Olimpiade |
| Record dei campionati | 1h25'41"    | Olimpiada Ivanova Russia | 7 agosto 2005 Helsinki, Finlandia  | Campionati del mondo 2005  |

### Campioni in carica
I campioni in carica, a livello mondiale e continentale, erano:
| Campione | Atleta                  | Prestazione | Data                                | Competizione               |
| -------- | ----------------------- | ----------- | ----------------------------------- | -------------------------- |
| Olimpico | Elena Lašmanova Russia  | 1h25'02"    | 11 agosto 2012 Londra, Regno Unito  | Giochi della XXX Olimpiade |
| Mondiale | Ol'ga Kanis'kina Russia | 1h29'42"    | 31 agosto 2011 Taegu, Corea del Sud | Campionati del mondo 2011  |
| Europeo  | Ol'ga Kanis'kina Russia | 1h27'44"    | 28 luglio 2010 Barcellona, Spagna   | Campionati europei 2010    |

### La stagione
Prima di questa gara, gli atleti con le migliori tre prestazioni dell'anno erano:
| Pos. | Atleta                    | Prestazione | Data                          |
| ---- | ------------------------- | ----------- | ----------------------------- |
| 1    | Elena Lašmanova Russia    | 1h25'49"    | 23 febbraio 2013 Soči, Russia |
| 2    | Anisja Kirdjapkina Russia | 1h25'59"    | 23 febbraio 2013 Soči, Russia |
| 3    | Vera Sokolova Russia      | 1h26'00"    | 23 febbraio 2013 Soči, Russia |

## Risultati
| Pos.    | Atleta                | Nazionalità   | Tempo   | Note                                     |
| ------- | --------------------- | ------------- | ------- | ---------------------------------------- |
| dq      | Elena Lašmanova       | Russia        | 1:27:08 | dq                                       |
| dq      | Anisya Kirdyapkina    | Russia        | 1:27:11 | dq                                       |
| Oro     | Liu Hong              | Cina          | 1:28:10 |                                          |
| Argento | Sun Huanhuan          | Cina          | 1:28:32 |                                          |
| Bronzo  | Elisa Rigaudo         | Italia        | 1:28:41 | Miglior prestazione personale stagionale |
| 4       | Beatriz Pascual       | Spagna        | 1:29:00 | Miglior prestazione personale stagionale |
| 5       | Anežka Drahotová      | Rep. Ceca     | 1:29:05 | Miglior prestazione personale            |
| 6       | Ana Cabecinha         | Portogallo    | 1:29:17 | Miglior prestazione personale stagionale |
| 7       | Júlia Takács          | Spagna        | 1:29:25 |                                          |
| 8       | Eleonora Giorgi       | Italia        | 1:30:01 | Miglior prestazione personale stagionale |
| 9       | Inês Henriques        | Portogallo    | 1:30:28 |                                          |
| 10      | Lyudmyla Olyanovska   | Ucraina       | 1:30:48 |                                          |
| 11      | Antonella Palmisano   | Italia        | 1:30:50 | Miglior prestazione personale            |
| 12      | Mayra Herrera         | Guatemala     | 1:30:59 | Miglior prestazione personale            |
| 13      | Qieyang Shenjie       | Cina          | 1:31:15 |                                          |
| 14      | Hanna Drabenia        | Bielorussia   | 1:31:16 |                                          |
| 15      | Vera Santos           | Portogallo    | 1:31:36 |                                          |
| 16      | Lorena Luaces         | Spagna        | 1:31:43 | Miglior prestazione personale stagionale |
| dq      | Olena Shumkina        | Ucraina       | 1:31:54 | dq                                       |
| 17      | Brigita Virbalyté     | Lituania      | 1:31:58 |                                          |
| 18      | Kristina Saltanovič   | Lituania      | 1:32:11 | Miglior prestazione personale stagionale |
| 19      | Sandra Arenas         | Colombia      | 1:32:25 | Record nazionale                         |
| 20      | Agnese Pastare        | Lettonia      | 1:32:30 | Miglior prestazione personale stagionale |
| 21      | Nastassia Yatsevich   | Bielorussia   | 1:32:31 | Miglior prestazione personale stagionale |
| 22      | Yanelli Caballero     | Messico       | 1:32:37 |                                          |
| 23      | Kumi Otoshi           | Giappone      | 1:32:44 |                                          |
| dq      | Ayman Kozhakhmetova   | Kazakistan    | 1:33:00 | dq                                       |
| 24      | Paola Pérez           | Ecuador       | 1:33:03 |                                          |
| 25      | Masumi Fuchise        | Giappone      | 1:33:13 | Miglior prestazione personale stagionale |
| 26      | Paulina Buziak        | Polonia       | 1:33:30 |                                          |
| 27      | Laura Reynolds        | Irlanda       | 1:33:39 |                                          |
| 28      | Antigóni Drisbióti    | Grecia        | 1:33:42 | Miglior prestazione personale            |
| 29      | Sandra Galvis         | Colombia      | 1:33:49 | Miglior prestazione personale stagionale |
| 30      | Maria Michta          | Stati Uniti   | 1:33:51 | Miglior prestazione personale stagionale |
| 31      | Kimberly García       | Perù          | 1:33:57 | Record nazionale                         |
| 32      | Laura Polli           | Svizzera      | 1:34:07 | Miglior prestazione personale            |
| 33      | Viktória Madarász     | Ungheria      | 1:34:10 | Miglior prestazione personale stagionale |
| 34      | Galina Kichigina      | Kazakistan    | 1:34:18 |                                          |
| 35      | Khushbir Kaur         | India         | 1:34:28 | Record nazionale                         |
| 36      | Jeon Yeong-Eun        | Corea del Sud | 1:34:29 | Miglior prestazione personale stagionale |
| 37      | Neringa Aidietytė     | Lituania      | 1:34:32 |                                          |
| 38      | Anita Kažemaka        | Lettonia      | 1:34:37 | Miglior prestazione personale stagionale |
| 39      | Erin Gray             | Stati Uniti   | 1:34:38 | Miglior prestazione personale            |
| 40      | Agnieszka Dygacz      | Polonia       | 1:34:42 |                                          |
| 41      | Tanya Holliday        | Australia     | 1:35:18 |                                          |
| 42      | Wendy Cornejo         | Bolivia       | 1:36:06 |                                          |
| 43      | Anne Halkivaha        | Finlandia     | 1:36:17 |                                          |
| 44      | Nguyen Thi Thanh Phuc | Vietnam       | 1:36:27 |                                          |
| 45      | Marie Polli           | Svizzera      | 1:36:31 | Miglior prestazione personale stagionale |
| 46      | Ángela Castro         | Bolivia       | 1:36:33 |                                          |
| 47      | Maria Czaková         | Slovacchia    | 1:36:34 |                                          |
| 48      | Monica Equihua        | Messico       | 1:36:46 |                                          |
| 49      | Katarzyna Kwoka       | Polonia       | 1:36:54 |                                          |
| 50      | Jess Rothwell         | Australia     | 1:38:03 |                                          |
| 51      | Sholpan Kozhakhmetova | Kazakistan    | 1:38:09 | Miglior prestazione personale stagionale |
| 52      | Olha Iakovenko        | Ucraina       | 1:39:58 |                                          |
| 53      | Lucie Pelantová       | Rep. Ceca     | 1:40:23 |                                          |
| dq      | Miranda Melville      | Stati Uniti   | dq      |                                          |
| dq      | Mirna Ortiz           | Guatemala     | dq      |                                          |
| dq      | Lizbeth Silva         | Messico       | dq      |                                          |
| dq      | Vera Sokolova         | Russia        | dq      |                                          |
| dnf     | Mária Gáliková        | Slovacchia    | dnf     |                                          |